# Diploria
Genre
Diploria est un genre de coraux scléractiniaires de la famille des Faviidae.

## Liste des espèces
Selon World Register of Marine Species (2 octobre 2014) :
- Diploria clivosa (Ellis & Solander, 1786)
- Diploria labyrinthiformis (Linnaeus, 1758)
- Diploria strigosa (Dana, 1848)

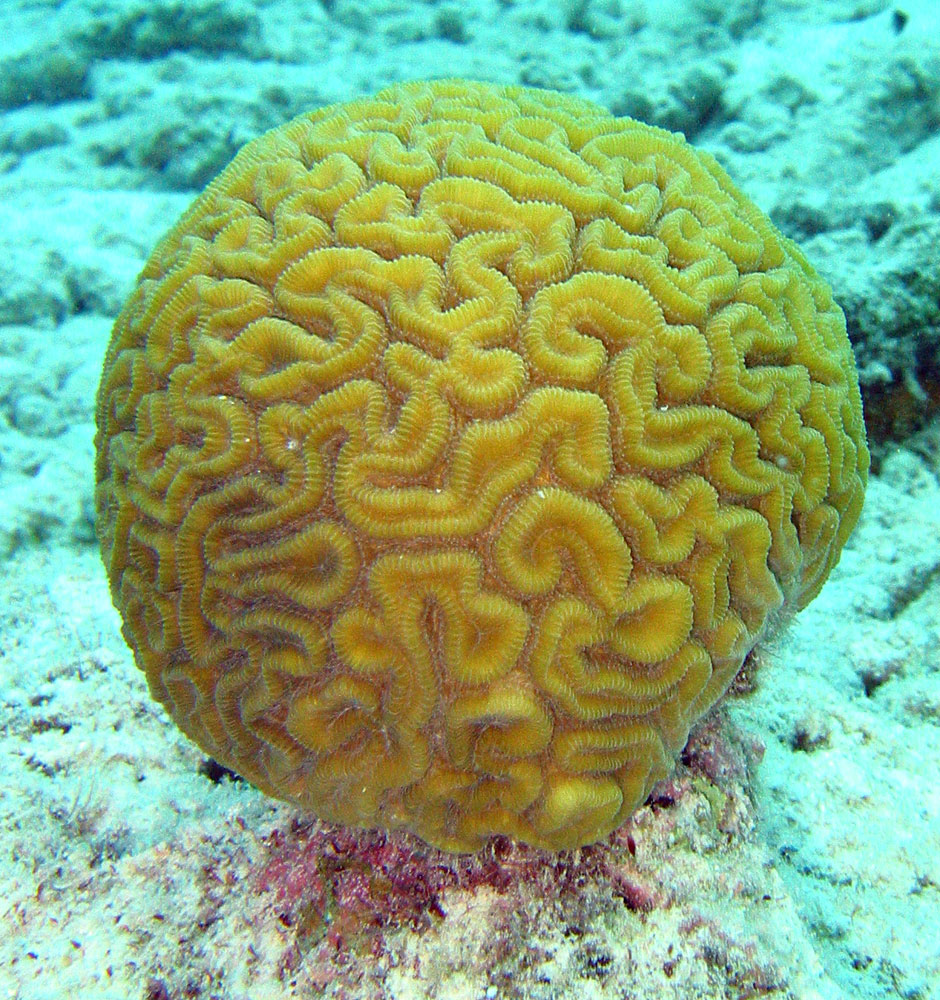
Diploria labyrinthiformis
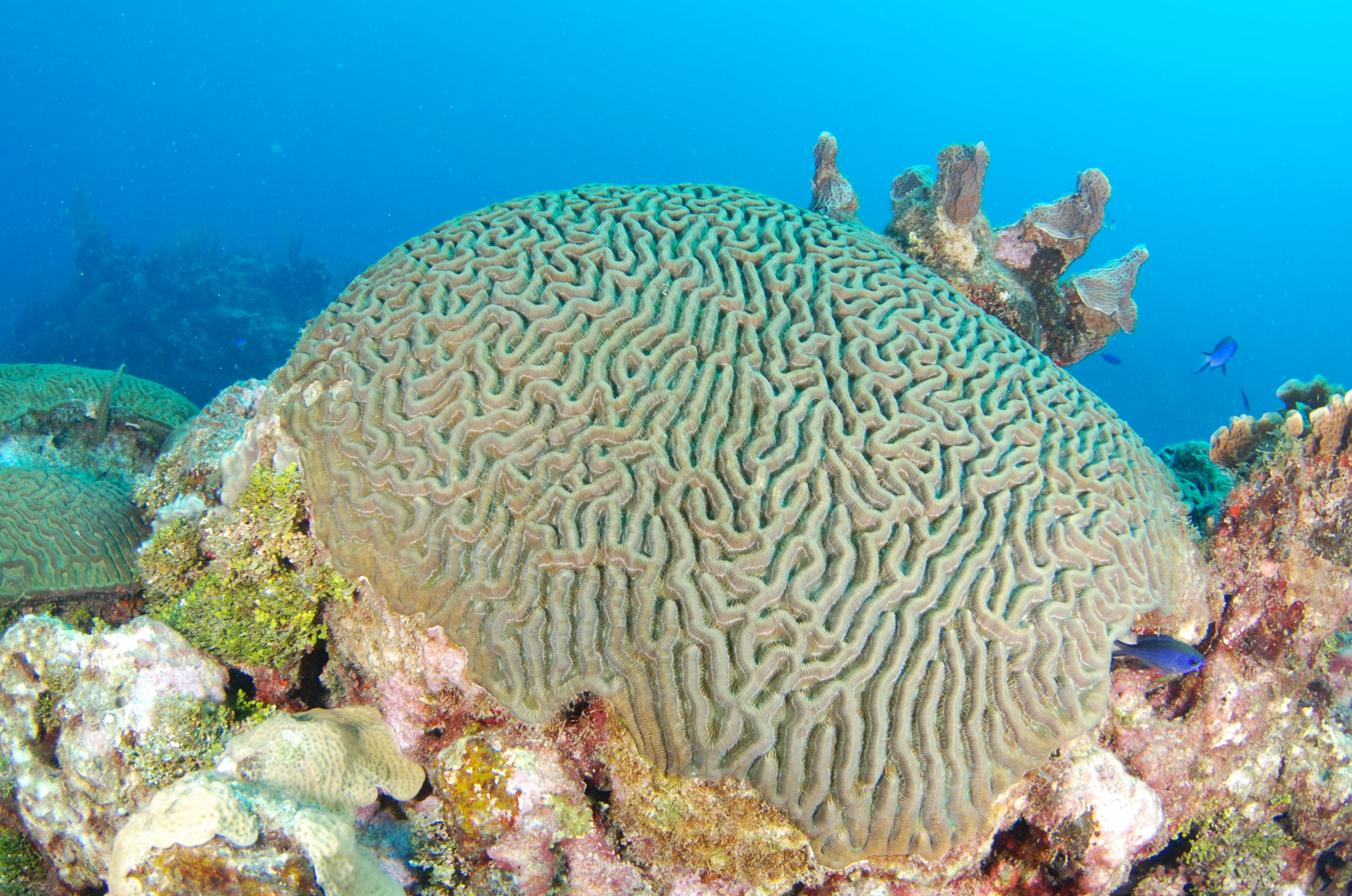
Diploria strigosa

## Publication originale
- Milne-Edwards & Haime, 1848 : Note sur la classification de la deuxième tribu de la famille des astréides. Comptes Rendus de l'Académie des Sciences vol. 27, p. 490–497.